# ジョアン・メンデス・デ・アシス・モレイラ
ジョアン・メンデス・デ・アシス・モレイラ（ポルトガル語: João Mendes de Assis Moreira, 2005年2月25日 - ）は、ブラジル・リオデジャネイロ出身のサッカー選手。EFLチャンピオンシップ・バーンリーFC所属。ポジションはFW 。
父親は、元ブラジル代表のロナウジーニョ。

## 幼少期・家族
リオデジャネイロで、プロサッカー選手のロナウジーニョとダンサーのジャナイナ・メンデスの間に生まれた。

## クラブ経歴

### プロ入り前
幼少期の時、フラメンゴ、ヴァスコ・ダ・ガマ、ボアビスタ-RJでプレーした。
13歳の時、クルゼイロでクラブと初のプロ契約を結んだ。
2023年3月2日、FCバルセロナと契約し、ユースチームに配属された。U-19チームでプレイし、2024年3月にはトップチームの練習にも参加した。
2024年8月、FCバルセロナのトップチームでの出場には至らず、契約満了によりFCバルセロナを退団した。

### バーンリーFC
2024年8月、バーンリーFCに移籍した。

## 人物・エピソード
スペインのパスポートを所持しており、スペインと出身国ブラジルの代表資格がある。

## 所属チーム
- CRフラメンゴ
- CRヴァスコ・ダ・ガマ
- ボアビスタ-RJ
- 2018 - 2022  クルゼイロEC
- 2023 - 2024  FCバルセロナ
- 2024 -  バーンリーFC